# Michele Massimo Tarantini
Michele Massimo Tarantini, né le 7 août 1942 à Rome, parfois crédité en tant que Michael E. Lemick, est un réalisateur, scénariste et monteur italien.

## Biographie
Après avoir passé plusieurs années à faire diverses activités dans le cinéma (secrétaire, assistant ou scénariste), Michele Massimo Tarantini réalise son premier film en 1973, Un homme appelé Karaté. Puis il consacre sa carrière à des films érotiques ou comiques comme À nous les lycéennes en 1975 ou La Toubib se recycle en 1977. Font exceptions deux films policiers : MKS... 118 en 1976 et Calibre magnum pour l'inspecteur en 1977. Lors d'un séjour prolongé en Amérique du Sud, il réalise entre autres Jeux sensuels à Rio en 1991, au Brésil.

## Filmographie

### Comme réalisateur
- 1973 : Un homme appelé Karaté (Sette ore di violenza per una soluzione imprevista)
- 1975 : À nous les lycéennes (La liceale)
- 1976 : La Prof du bahut (La professoressa di scienze naturali)
- 1976 : MKS... 118 (Poliziotti violenti)
- 1976 : La Flic chez les poulets (La poliziotta fa carriera)
- 1977 : Ne me laisse pas seul, papa (it) (Stringimi forte papà)
- 1977 : La Toubib se recycle (Taxi Girl)
- 1977 : Calibre magnum pour l'inspecteur (Napoli si ribella)
- 1979 : Brillantina rock (it)
- 1979 : La Flic à la police des mœurs (La poliziotta della squadra del buon costume)
- 1979 : La Prof connaît la musique (L'insegnante viene a casa)
- 1980 : Trois dans un lit (Tre sotto il lenzuolo), coréalisé avec Domenico Paolella
- 1980 : La moglie in bianco... l'amante al pepe (it)
- 1980 : Una moglie, due amici, quattro amanti (it)
- 1980 : Gay Salomé (it)
- 1980 : L'infirmière a le bistouri facile (La dottoressa ci sta col colonnello)
- 1980 : La baigneuse fait des vagues (L'insegnante al mare con tutta la classe)
- 1981 : Crema, cioccolata e... paprika (it)
- 1981 : Reste avec nous, on s'tire (La poliziotta a New York)
- 1981 : La Zézette plaît aux marins (La dottoressa preferisce i marinai)
- 1982 : Adorables Infidèles (it) (Giovani, belle... probabilmente ricche)
- 1982 : Quella peste di Pierina (it)
- 1983 : Sangraal (Sangraal, la spada di fuoco)
- 1985 : Prisonnières de la vallée des dinosaures (Nudo e selvaggio)
- 1985 : Prison de femmes en furie (Femmine in fuga)
- 1987 : La Voie du Sang (La via della droga)
- 1987 : Italiani a Rio (it)
- 1988 : O Diabo na Cama (Lo sciupafemmine)
- 1990 : Jeux sensuels à Rio (Attrazione selvaggia)
- 2001 : Se lo fai sono guai (it)

### Comme scénariste
- 1975 : À nous les lycéennes (La liceale)
- 1976 : La Flic chez les poulets (La poliziotta fa carriera)
- 1976 : La Prof du bahut (La professoressa di scienze naturali)
- 1976 : MKS... 118 (Poliziotti violenti)
- 1977 : La Toubib se recycle (Taxi Girl)
- 1977 : Calibre magnum pour l'inspecteur (Napoli si ribella)
- 1979 : Brillantina rock (it)
- 1979 : Les lycéennes redoublent (La liceale nella classe dei ripetenti)
- 1979 : La Flic à la police des mœurs (La poliziotta della squadra del buon costume)
- 1979 : La Prof connaît la musique (L'insegnante viene a casa)
- 1980 : La baigneuse fait des vagues (L'insegnante al mare con tutta la classe)
- 1980 : Tre sotto il lenzuolo
- 1980 : Les Zizis baladeurs (La moglie in vacanza... l'amante in città)
- 1980 : L'infirmière a le bistouri facile (La dottoressa ci sta col colonnello)
- 1981 : Crema, cioccolata e... paprika (it)
- 1981 : Reste avec nous, on s'tire (La poliziotta a New York)
- 1982 : Adorables Infidèles (it) (Giovani, belle... probabilmente ricche)
- 1985 : Prisonnières de la vallée des dinosaures (Nudo e selvaggio)
- 1985 : Prison de femmes en furie (Femmine in fuga)
- 1987 : La Voie du Sang (La via della droga)
- 1987 : Italiani a Rio (it)
- 2001 : Se lo fai sono guai (it)

### Comme monteur
- 1970 : Le tue mani sul mio corpo
- 1970 : L'Amérique à nu (America così nuda, così violenta)
- 1970 : Arizona se déchaîne (Arizona si scatenò... e li fece fuori tutti)
- 1971 : Creuse ta tombe Garringo, Sabata revient (Abre tu fosa, amigo, llega Sábata...)
- 1985 : Prisonnières de la vallée des dinosaures (Nudo e selvaggio)

## Prix et récompenses
- Griffon d'or lors du Festival du film de Giffoni 1978 pour Stringimi forte papà.